# Homogene ruimte
In de wiskunde, met name in de theorieën van de lie-groepen, de algebraïsche groepen en de topologische groepen, is een homogene ruimte voor een groep {\displaystyle G} een niet-lege variëteit of een topologische ruimte {\displaystyle X} waarop de groepswerking door {\displaystyle G} transitief is. De groep {\displaystyle G} heet de bewegingsgroep. Een homogene ruimte ziet er als het ware in elk punt hetzelfde uit.
Een speciaal geval hiervan is, als de topologische groep, {\displaystyle G}, in kwestie de homeomorfismegroep van de ruimte, {\displaystyle X}, is. In dit geval is {\displaystyle X} homogeen, als {\displaystyle X} er intuïtief overal hetzelfde uitziet. Sommige auteurs benadrukken dat de actie van {\displaystyle G} effectief moet zijn. Er is dus een groepswerking van {\displaystyle G} op {\displaystyle X} die kan worden beschouwd als het bewaren van de "meetkundige structuur" op {\displaystyle X}, en {\displaystyle X} tot een enkelvoudige {\displaystyle G}-baan maakt.